# Križ Gornji
Križ Gornji falu Horvátországban Belovár-Bilogora megyében. Közigazgatásilag Tapalóchoz tartozik.

## Fekvése
Belovártól légvonalban 17, közúton 22 km-re északnyugatra, községközpontjától 4 km-re északra, a Bilo-hegység déli oldalának egyik magaslatán fekszik.

## Története
A település Velika néven már a középkorban is létezett, plébániáját 1334-ben említik a zágrábi püspökséghez tartozó plébániák között „ecclesia sancte crucis” néven. Ugyanezt a plébániát említik 1342-ben is. 1501-ben György nevű plébánosát említik „Georgius plebanus sancte crucis in Velyka” alakban. Nevét a Szent Kereszt tiszteletére szentelt templomáról kapta.
A török megszállás teljesen megváltoztatta az itteni táj képét. A lakosság legnagyobb része az ország biztonságosabb részeire menekült, másokat rabságba hurcoltak. Ezután ez a vidék több évtizedre lakatlanná vált. A török uralom után a területre a 17. századtól folyamatosan telepítették be a keresztény lakosságot. A település 1774-ben az első katonai felmérés térképén a falu „Dorf Kriss” néven szerepel. A település katonai közigazgatás idején a szentgyörgyi ezredhez tartozott.
A település Lipszky János 1808-ban Budán kiadott repertóriumában „Kris” néven szerepel.  
Nagy Lajos 1829-ben kiadott művében „Kris” néven 46 házzal, 249 katolikus vallású lakossal találjuk.
A katonai közigazgatás megszüntetése után Magyar Királyságon belül Horvátország részeként, Belovár-Kőrös vármegye Belovári járásának része volt. A településnek 1857-ben 296, 1910-ben 422 lakosa volt. Az 1910-es népszámlálás szerint lakosságának 98%-a horvát anyanyelvű volt. 1918-ban az új szerb-horvát-szlovén állam, majd később Jugoszlávia része lett. 1941 és 1945 között a németbarát Független Horvát Államhoz, majd a háború után a szocialista Jugoszláviához tartozott. A háború után a fiatalok elvándorlása miatt lakossága folyamatosan csökkent. 1991-től a független Horvátország része. 1991-ben lakosságának 96%-a horvát nemzetiségű volt. 2011-ben a településnek 144 lakosa volt.

## Lakossága
| Lakosság változása | Lakosság változása | Lakosság változása | Lakosság változása | Lakosság változása | Lakosság változása | Lakosság változása | Lakosság változása | Lakosság változása | Lakosság változása | Lakosság változása | Lakosság változása | Lakosság változása | Lakosság változása | Lakosság változása | Lakosság változása |
| ------------------ | ------------------ | ------------------ | ------------------ | ------------------ | ------------------ | ------------------ | ------------------ | ------------------ | ------------------ | ------------------ | ------------------ | ------------------ | ------------------ | ------------------ | ------------------ |
| 1857               | 1869               | 1880               | 1890               | 1900               | 1910               | 1921               | 1931               | 1948               | 1953               | 1961               | 1971               | 1981               | 1991               | 2001               | 2011               |
| 296                | 339                | 367                | 400                | 391                | 422                | 405                | 401                | 360                | 348                | 332                | 284                | 240                | 199                | 167                | 144                |

## Nevezetességei
A Szent Kereszt tiszteletére szentelt római katolikus temploma középkori eredetű. A gótikus épületet 1735-ben barokk stílusban építették át. 1771-ben, 1842-ben és 1889-ben megújították. Egyhajós, négyszög alaprajzú épület, szűkebb, négyszögletes szentéllyel, melyhez északról csatlakozik a sekrestye. A harangtorony a nyugati homlokzat felett áll, gúla alakú toronysisak fedi. A templom az átépítések ellenére sokat megőrzött a középkori épületből. Megmaradt a falak középkori szerkezete és a csúcsíves ablakok is. A templom a falun kívül északnyugatra áll, körülötte található a falu temetője. A templomhoz hasonlóan a temetőt is a középkor óta folyamatosan használják.